# 西湖 (杭州市)
西湖（せいこ、簡体字中国語: 西湖、拼音: Xī Hú）は、中国浙江省杭州市西湖区にある湖。
西湖の自然の島である孤山、西湖を分ける堤の蘇堤・白堤・楊公堤、人工の島である小瀛洲・湖心亭・阮公墩、分けられた湖の外湖・西里湖・北里湖・南湖・岳湖、これらをまとめて形状を「一山、三堤、三島、五湖」と称される。2007年に、中国の国家AAAAA級旅行景区に指定される。2004年発行の第五版人民元1元札裏面の図案として、西湖の三潭印月が採用されている。
名称からして都市や山の西にある湖ということで、中国に数ある西湖であるが、単に「西湖」と言えば、この杭州の西湖を指す。2011年6月の第35回世界遺産委員会で世界遺産（文化遺産）として登録された。中華人民共和国国家級風景名勝区（1982年認定）、中国の5A級観光地（2007年認定）。

## 起源
地質学的には、12000年ほど前に形成された潟である。秦の始皇帝が銭唐に至り浙江を臨むとの記述が史記に見えるが、これが史書に見える西湖に関する初出であるといわれる。当時、まだ淡水化していなかったこの潟は銭塘江の下流、三角州の一部の干潟であったと考えられる。

## 地理
- 位置：三方は丘に囲まれ、東側は杭州市の市街地である[3]。杭州市の西郊にあることから西湖と呼ばれている。
- 水深：干潟であったことを示すように、西湖の水深は平均1.8m、最も深いところは約5mある。
- 大きさ：南北3.3km、東西2.8km、外周15km、水域面積6.5平方km。

## 名称
この干潟も漢代に淡水化し、武林水・時聖湖などと呼ばれた。西湖という名称が用いられるようになったのは唐代に入ってからだが、同時に銭源、銭唐湖などとも呼ばれており、固定していない。また、唐代にそれまでの銭唐から銭塘へ用字の変更がおこなわれた。西湖の名称が固定したのは宋代に入ってからである。

## 伝承

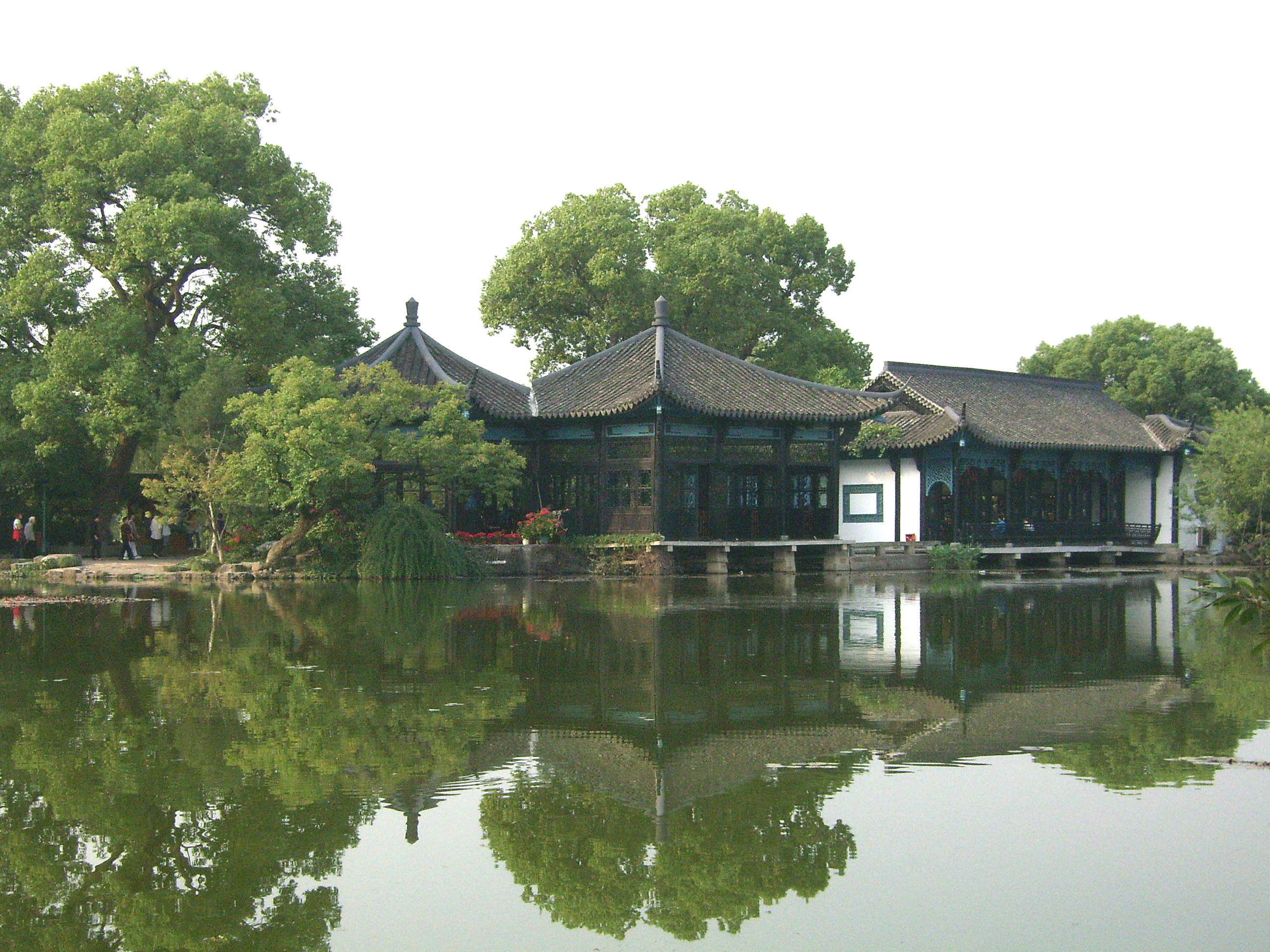
三潭印月、島中之島

西湖にまつわる伝承は多い。白居易の詩「銭塘江春行」で「緑楊陰裏白沙堤」とうたわれた白堤、蘇軾の造営によるという蘇堤など、西湖十景と呼ばれる観光資源が豊富である。
中でも有名な伝承は中国四大美人の一人、西施入水にまつわるもので、この故事により西湖の名称が定着したというものである。しかし、呉越の時代にはまだ西湖は淡水化しておらず、漢代でもなお西湖とは呼ばれていなかったことから、この伝承は後代のものであろう。
また、口承の『白蛇伝』、『梁山伯と祝英台』などの舞台でもある。

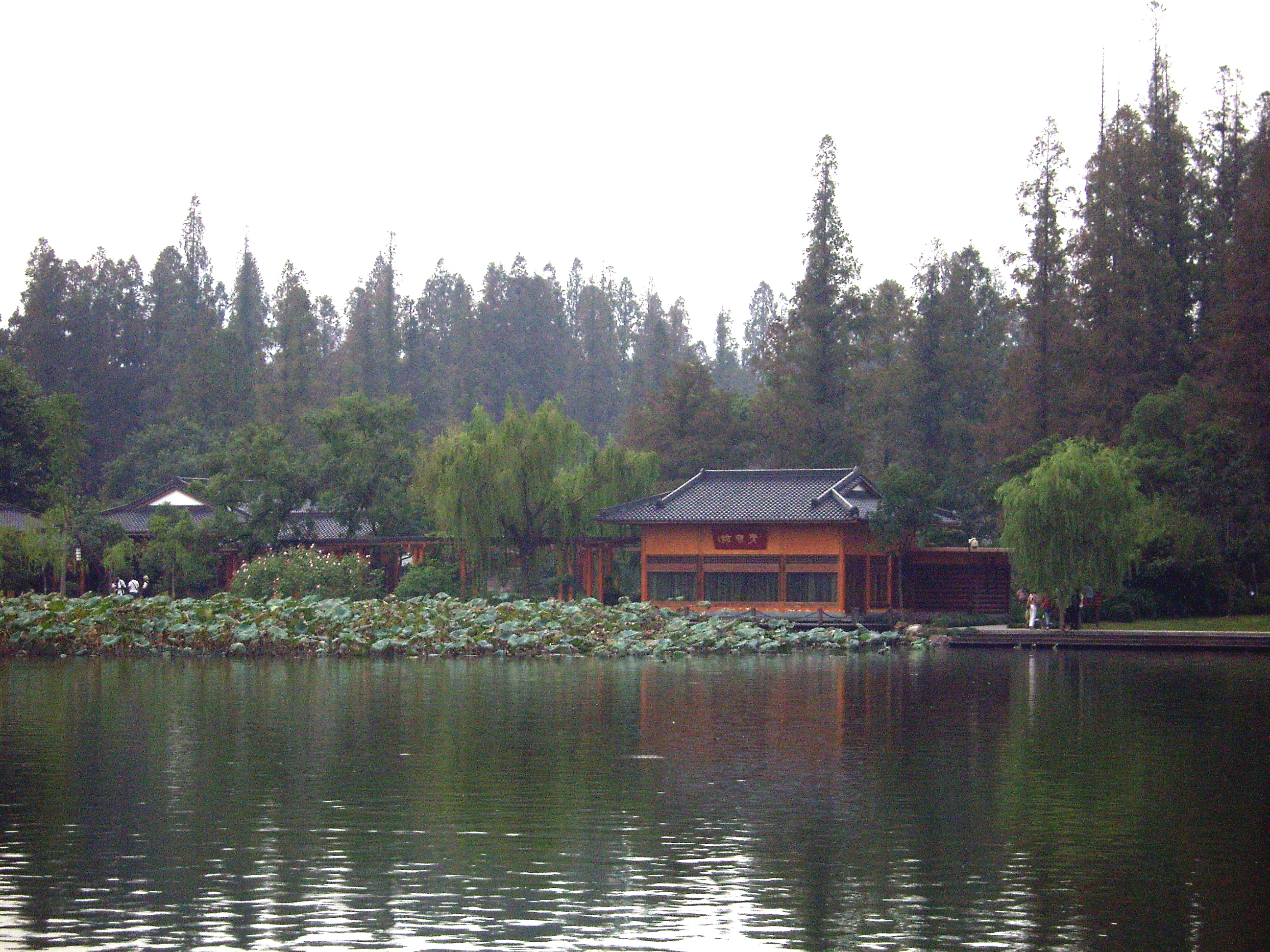
曲院風荷

## 資源
西湖では現在漁業は行われておらず、湖水は灌漑にも用いられていない。このため、観光が唯一にして最大の資源である。周囲には雷峰塔、岳王廟、銭塘江、そして龍井茶の産地としても知られる龍井村などがある。湖のすぐ北側には保俶塔、南側の離れた場所に六和塔がある。ただし、近年は市街地での高層ビルの増加により東向きの景観が変わりつつある。
このうち、銭塘江は毎年中秋のころに潮汐の関係で大逆流（海嘯）を起こすことで知られる。

## 西湖十景
南宋末（13世紀）の祝穆『方輿勝覧』巻一に詩画の十題として以下が見える。
断橋残雪、平湖秋月、曲院風荷、蘇堤春暁、三潭印月、花港観魚、南屏晩鐘、雷峰夕照、柳浪聞鶯、双峰挿雲

## 西湖新十景
1985年に杭州市は新たに十景を選んだ。
雲棲竹径、満隴桂雨、虎跑夢泉、龍井問茶、九渓煙樹、呉山天風、阮墩環碧、黄龍吐翠、玉皇飛雲、宝石流霞

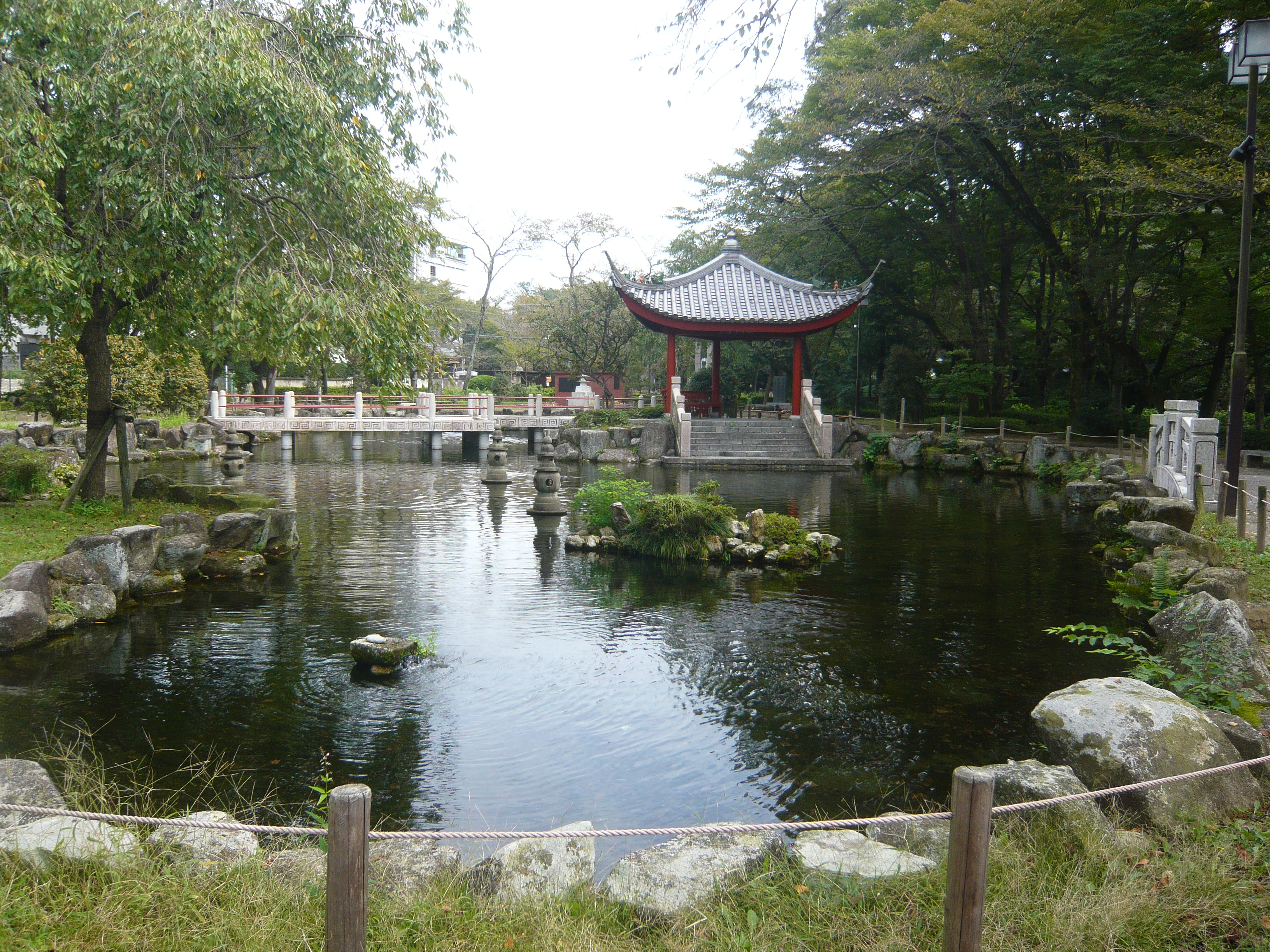
日中友好庭園内の西湖を模して作られた池

## 世界遺産

### 登録基準
この世界遺産は世界遺産登録基準のうち、以下の条件を満たし、登録された（以下の基準は世界遺産センター公表の登録基準からの翻訳、引用である）。
- (2) ある期間を通じてまたはある文化圏において、建築、技術、記念碑的芸術、都市計画、景観デザインの発展に関し、人類の価値の重要な交流を示すもの。
- (3) 現存するまたは消滅した文化的伝統または文明の、唯一のまたは少なくとも稀な証拠。
- (6) 顕著で普遍的な意義を有する出来事、現存する伝統、思想、信仰または芸術的、文学的作品と直接にまたは明白に関連するもの（この基準は他の基準と組み合わせて用いるのが望ましいと世界遺産委員会は考えている）。

## その他
- 北京の頤和園および日本、朝鮮の多くの庭園の景観設計は西湖の影響を受けている[3]。
- 岐阜県岐阜市にある岐阜市と杭州市の友好都市提携10周年を記念して作られた日中友好庭園内に西湖を模して作られた池がある。